# イーフィの植物図鑑
『イーフィの植物図鑑』（イーフィのしょくぶつずかん）は、奈々巻かなこによる日本の漫画作品。秋田書店『ミステリーボニータ』の2012年（平成24年）11月号にて連載が開始され、翌2013年以降も同様に奇数月に掲載している。終盤に移るにつれ毎号掲載に変わり、2017年8月号で完結した。単行本はボニータ・コミックスから全7巻。

## あらすじ
17世紀、西ヨーロッパのデュボス公国を舞台にした植物幻想譚。非正規の植物採集者（プランツハンター）であるイーフィは父のアリオと旅を続けているが、アリオは10年前に既に死亡しており、伝説の植物「妖精の草（ドワーフ・プランツ）」の力で生命活動をしている死人だった。死せるアリオを巡り、人々の思惑がツタのように絡み合う。やがてチャンナムを、世界を巻き込む巨大な陰謀が動き出す。

## 登場人物

### 主要人物
イーフィ・デ・ヴレ・ヴァン・ギーシュ
本作の主人公。非公認のプランツハンターの少女。16歳。父は伝説のプランツハンターのアリオ・ヴァン・ギーシュ、母は植物学者サシャ・デ・ヴレ。父親に目の前で死なれた自身が一番可哀想だとシドライアンに八つ当たりし、アリオの延命のために「妖精の草」の群生地を犠牲にすることを正当化している。植物に対する尊敬と偏愛を混同していた幼いころ、死にかけたドロローザを見殺しにしかけてアリオに厳しく叱責されたことがある。シド曰く“女子力無し”で、捩じり鉢巻きや下着姿で走り回る。山の上の修道院でアリオが起こした緑の奇跡を目の当たりにし、今まで目を逸らしてきた父親の有り様を思い知る。母親は自身も周囲の誰一人としても知らないが、デュボスの植物学者の女性サシャ・デ・ヴレ。アリオは生前に1度として母親のことを教えなかったため、ヘボンでアリオとチャンナム人ヴィンが「サシャ」のことを話しても母親だとはわからなかった。ドロローザによれば、動揺したり耐えられないことがあると植物に話しかけて現実逃避するという悪癖がある。デラ曰く「パパと同じ青い瞳で、彼以上に植物が好き。」の少女。
アリオ奪還に成功し一息ついた「episode17」で取り戻したのに喪失感を自覚して生前のアリオと旅していたころには2度と戻れない現実を認識し、今度こそ父の死に向き合う決意を固める。己一人の力では手に余ることを悟り、アリオの死の前後の出来事を打ち明けてシドに協力を求める。再び訪れた港町ヘボンでシドライアンが辞職するということは、港で労働させられている他のチャンナム人のように苦役労働させられる奴隷に戻ることだと奴隷の現実をデラに教えられる。実は、殺された母親が「妖精の草」の宿主になった後、バルゲゲンネ県クーネル村のクーネル教会で誕生した。ヴィンがサシャが生き返ったと錯覚するほどに微妙に美人じゃないところ、声や姿形、身長までも生前のサシャに瓜二つ。シドライアン曰く「アリオとサシャのハイブリッドだ」と評される両親のバカとバカが見事に結実した存在。つい最近までアリオしか眼中になかったが、次第に心の中でシドライアンの存在が大きくなってゆく。ヘボンの貯蔵庫で黄国杉（よみすぎ）の見せる幻により、10年前の生前のアリオとチャンナムの王の姿を垣間見る。シドライアンが公務員の身分を捨てて奴隷に戻ることの意味を鞭打ちで知り、アリオの「妖精の草」の力を借りて助け出し、街を破壊する危険性をデラ・マンデに指摘されて「妖精の草」の力を必要とするチャンナムを目指す。
アリオ・ヴァン・ギーシュ
10年前に死んだイーフィの父親。公式一級の資格を持つプランツハンター。植物に対する探究心、如何なる危険をも厭わぬ探究心、既に故人だと知っても生存していることで伝説と呼ばれる存在。植物に対する偏愛に流されがちな愛娘イーフィに対し、プランツハンターとして厳しく教え諭して娘を育てた。死後、「妖精の草」の力で生命活動をしており、アリオ自身の意思があるか否かは不明である。呼吸の出来ない場所にも平然と足を踏み入れ、数々の緑の奇跡を起こす。その際、身体は氷のように冷たく呼吸をしておらず、ハンター仲間のラスに再会した「episode8」で人間であり植物であり、その両方を逸脱した存在になっていることが判明した。「episode19」にて自在に「妖精の草」を生じさせたり滅したりが可能であり、その力で深い川底ですら群生を一時的に出現させた。
16年前、チャンナムでの植物採集の成果を報告せずに召喚命令を受けても無視し、4年後にトドリーガに連行された。それから1年半後に港町ヘボンで絶命した。植物が絡んで酷い目に遭っても植物に責任転嫁するのは間違いだと喧嘩腰で言い放ち、旅先の宿屋を追い出されることが多々あった。実は、港町ヘボンの貿易商ヴァン・ギーシュ家の息子で8歳の時に両親は嵐のカリブ海で遭難死し、やんちゃが過ぎて修道院に放り込まれていたことで一人だけ助かった。15歳でプランツハンターの資格を取得した。詳細は不明ながら、トドリーガが叶えようとする「永遠の命」という願いを全面的に打ち砕いたため、彼の怒りを買い生前の記録を抹消されて僅かに人の記憶に残るのみである。
チャンナム人とは「妖精の草」関連で繋がりがあり、その力で復活後、ラマーニャ兵の要塞を脱出して以降は何度もシドライアンに噛みつくという奇行を繰り返す。軟禁されていた奥の院を脱走してアフリカ大陸に潜伏する風土病に感染して帰国したとされるが、腹部に致命傷を負い、そこからばい菌が入り内臓にダメージを受けて死亡したのだった。ヘボンの舟虫地区の船の底に何日も寝たきりになって横たわり、イーフィが引き合わされた時には骨と皮の変わり果てた姿になっていた。猛獣ドライオンを素手で仕留めたりもするため、猛獣に襲われたわけではないことは明白である。18年前、デュボス人なのに古代チャンナム語の官職名「デ・ヴレ」を名乗る植物学者の女性サシャ・デ・ヴレの噂を聞き、チャンナムの密林で研究している彼女の元を訪れ、お互いに一目惚れで当初の弟子入りを忘れて求婚しそうになるが、かろうじて弟子入りを申し込んだ。徐々に惹かれ合い、愛し合うようになった。転落死したサシャに宿ってデュボスに渡った「妖精の草」を背負わせるために大公の手の者に唆されたヴィン・タン・メイに襲われ、自身でも植物になることを望んで「妖精の草」の宿主になった。罷免されたトドリーガの作った巨大な瑠璃箱に入れられるが、それでも強烈な芳香を放って見張りの兵士を困惑させる。最終話でチャンナムの百万年樹のうろに生じた沼の中に「妖精の草」として戻った。
シドライアン
本名は「サン・シュスレイ」。時には「シド」と呼んでくれとも言う。アジア系のチャンナム人ゆえに18歳くらいに見えるが、実際は23歳の成人男性。古代チャンナム王朝の神官の系譜ではないかとドラン・ママは推測している。実は、デュボスの傀儡に王となったチャン・クム王の実の弟。褐色の肌ゆえに「あいつの血は汚いカカオ色」と聞いて育った連中に陰口を叩かることもある。大公殿下お抱えである国家所属の公式一級のプランツハンターで、大公の公立植物園に勤務する公務員である。デュボス公国の南方の植民地チャンナムの出身で、11年前、クム王が拝謁に渡航した際に同じ船の底に貢ぎ物の奴隷の1人として連れて来られた。暫くは大公付きの奴隷として仕えるが、6年前に国家官僚に抜擢された。奴隷階級にも希望はあると思わせるための策略で、その後は飼い殺しにされている。ハシブトガラスのガルーダちゃんや奴隷小屋にいる蛇のナーダちゃんと仲良しで、ガルーダちゃんとその仲間にイーフィ達の動向を探って貰っている。ずっと無視されていたので、マトモな自己評価が出来ない。クラーリスと彼に紹介されたデラを除き誰も信じていないし、アテにしていないので同行した連中がかっぱらおうとした金庫の中身もナーダちゃんのお友達の蛇である。デラには「戦うお花」と呼ばれる。
地方研修の折、イーフィとアリオに遭遇したのを機に大公に「妖精の草」探索チームの責任者に任命され、イーフィとアリオを追う旅の空にある。デラのコイバナを聞かされ、アリオと国家の闇の関連を感じて彼の死に疑問を抱く。デデがトドリーガの密偵だと知りショックを受けるが、それでもクラーリスと同じようにデデに君も友人だと告げる。その後、ヘボンの町でデラに公務員を辞めると宣言した。植物管理庁宮内室直属の特務追跡官によりヘボン庁舎に連行されて大公の伝言、大公の地雷を踏んで罷免されたトドリーガの後任として宮内庁室長に就任して「妖精の草」研究のトップをクラーリスと共に担う国の植物行政を動かすようにという任命を断り、奴隷階級に逆戻りになるのを覚悟の上で免職を望む。「妖精の草」を巡る人事の問答でシニゾコナイが意思を持って自身の手が触れるのを避けたことで「妖精の草」の影響力の危険性を感じ取り、また、大公に長い間騙されて来たと気づいて怒りのあまり罵声を浴びせ、本性を露わにした大公により奴隷村の独房に送られることになる。その途端、バカは感染すると悟った。助け出された後、イーフィと共に故国チャンナムに向かう。3年後、クラーリスからのチャンナム人の奴隷を帰還させるための交渉をチャン・クム王にとの手紙を受け取る。
大公殿下
植物大国デュボス公国の君主。一人称は「でんか」。ぽよよんとした風貌で掴みどころのない人物だが、豊富な植物資源を活用し国力を増大させた名君である。その動きは「ルンバ」のようである。殆ど喋らず「ん」ばかりで、言葉と認識できるモノを聞いた人間はごく僅か。最強国ラマーニャの支配下から独立して3代目になる。植物は知恵があっても自身と子孫のことだけであり、他者のことを考えられるのは人間だけとシドに語った。気紛れ発言をトドリーガに利用されているかのように見えるが、腹の底は見えない謎に包まれた人物。みんな頑張れと密かに「妖精の草（ドワーフ・プランツ）」を追う者達にエールを送っており、殊にシドライアンに対しては「チャンナムの血がテキスト以上の「妖精の草」の真実を見つける」と心の中で呟いた。更には、シドに「妖精の草」捜索任務に指名したのは、彼がチャンナム人であることに意味があるとトドリーガに語った。「妖精の草」とチャンナム人の間の「何か」を知っており、永遠の命を望むトドリーガの姿を見つめていることもある。岩山の枯渇したかの如き植物の力を活性化させる「妖精の草」の力を追い求めており、一時的に行方を完全に見失っていたアリオとサシャを捜し出したトドリーガをその功績で好きにさせていたが、ラマーニャが動き始めたこともありトドリーガを罷免した。実は、植物大国の大計のために奴隷村に囲っているチャンナム人の奴隷を使って10年越しの「妖精の草」量産計画を企んでいる。シドライアンはあくまでも駒の1つでしかなく奴隷としか看做していないため、トドリーガの後任にすることを決める。一見して故国を守る王として正しく見えるが、名君を装うベールに隠された違和感が明らかになる。人間も植物も「支配できる命」だと看做し、世界は自身の庭だと考えている。そのため、自国「植物大国デュボス」の更なる強化を目指す。しかし、「妖精の草」による植物の暴走によりヘボンは崩壊、それ以降は「ん」しか言わなくなる。

### 主要人物の関係者
ドロローザ
プランツハンターが集う森の中で薬師（くすりし）と仲買人を営む。自称“美魔女”だが、そう主張するだけの実力を有している。イーフィの「妖精の草」探しに協力するのは、アリオを愛するがゆえ。イーフィからの手紙で3年に1度枯死と再生を繰り返すだけではないことを悟り、2人に会わねばならないと決意してラマーニャに捕縛されたアリオ救出のためにラスと共に駆けつけた。アリオの起こした騒動によりラマーニャ兵に見つかり、負傷してしまう。顔に傷が残った。船の上でアリオに話しかける内、彼というより「妖精の草」に川の中に引きずり込まれる。すっかり人が変わり、アリオがいるから顔の傷はどうでもいいと周囲を拒絶するようになる。凄腕の傭兵であるデラ・マンデに殺気をぶつけたり、デラ曰く「すっかり病んでいる」とのことである。追跡官に食い下がってアリオの世話係として同行する。「妖精の草」の香りが常になく強く漂う様に異変を感じ、自身の中に何かがいることに恐怖する。実は「妖精の草」の力により新たな生命が宿っており、3年後には「アリオ」と命名した男の子の母親になっていた。
クラーリス
植物管理庁の長官。植物分類学の権威にして研究が大好きな首都大学の教授で、シドライアンの唯一の友人で親友。チャンナム人はみんな可愛い病の患者。シドの協力で論文を書いた際、奴隷階級のチャンナム人が関わったと知れたら受理されないと彼に助言され泣く泣く一人で書いたことにした。チャンナム人が触った器を破棄すると言った侍従を殴り、嫌がらせに悪口を面と向かって言うトドリーガに抗議する等の言動の端々にシドに対する純粋な友愛が満ち溢れている。そのため、シド限定で過保護になり彼のために無駄に有り余った権力を使いたがる。
少しでもシドの力になろうと伝承を調べる内に、伝説のと称される「妖精の草」の存在に疑問を抱き、近年にアリオが持ち込んだ外来種ではないかと考えるようになる。記録をトドリーガに削除されて苦労しつつアリオの痕跡を探っている。シドを介してドラン・ママと親しくなり、彼女の口からイーフィの母親の名を聞く。ツチムクレの研究の成果により、教授になった。そのため、シドとの友愛の証でもあるツチムクレを愛育している。「episode20」でシドからの手紙でデデの父親のことを頼まれ、ドラン・ママに匿って貰う。なりゆきからトドリーガと手を組むが、彼の話を聞いて奴隷村のチャンナム人の奴隷を使った大公の陰謀に気づく。トドリーガの逃走幇助で捕縛された。釈放されるも罷免され、チャンナムに向かうことを躊躇っていたシドライアンに変な植物を見つけたら送ってくれと背中を押す。3年後、トドリーガと共に政治の頂点で多忙な日々を過ごす。
デラ・マンデ
凄腕の傭兵おばさん。クラーリスの仲介によりシドライアンの警護でイーフィとアリオの追跡と「妖精の草」探しの任務に同行する。
休暇を取ってイーフィらを追おうとした矢先、大公とトドリーガに「妖精の草」探索を命じられて戸惑うシドに当初から監視が付いていたことを指摘する。実はアリオに恋する乙女心を秘めており、11年前に仕事で限られた人間しか許されない宮廷の奥の院でアリオに遭遇した。ラマーニャのデルデルッラとは同期の桜。同性の女性にも人望があり、ラマーニャの兵学校にいたころはデルデルッラと共に後輩女子から「デラ様」「デル様」と呼ばれ慕われていた。実力は拮抗しており、お互いだけを目的としたら勝敗は不明である。嘗て、罪人（アリオ）を逃がした咎でデュボスでの仕事を干された。アリオの死を語るイーフィの話を聞くシドがトドリーガのことを“あいつ”と言ったことに引っかかりを覚える。イーフィもシドも気づかないが、大公の手の者が周囲に出没する。ヴィンがアリオ殺害の犯人であり、その背後に大公がいることを真っ先に気づく。正式に大公の命令が下ったため、シドライアンとアリオを捕縛した。デュボスに潜入したデルデルッラに「雇い主は最初から1人よ」と意味深な言葉を告げるが、実は逃亡したアリオに頼まれ、「妖精の草」を見守り人間に対する怒りで暴走したら滅ぼすという約束を交わしていた。
トドリーガ
大公の信任が厚いとされた宮内庁室長。大公の私的植物研究の御指南役で、アリオの死に関係しているらしい。操り利用しているつもりだった大公がデデから報告を受けた自身しか知らないはずの情報を知っていたり、実は油断のならない人物だと悟る。「episode15」で母と妹との貧しい3人暮らしだったが、亡くなった母親の遺体から死虫の樹が生えてきたため、母親を植物に殺されたような思いを抱いており、植物を憎悪している過去が明らかになる。妹のその後は不明。研修の際のシドライアンをチャンナム人ゆえに敵視し猛反発した役人の報告書の形を借りた密告で、アリオから嗅ぎ取った「妖精の草」の香りの記述を読み驚く。何もわかるはずはないとクラーリスを嘲るが、徐々に彼が核心に近づいていることに気づいていない。「妖精の草」の秘密を解明し、永遠の命を手に入れようとしていた。しかし、「妖精の草」が死者にしか宿らないことを理解できず、密偵を使っているのは自身だけでなく大公も同様であり、「妖精の草」を追う者の動向を把握していたことを告げられ、初めて大公の巨大な存在であることと不気味さを我が身で知りバイバイされてしまう。実は、伝説の植物と呼ばれながら外来種である「妖精の草」をデュボスに持ち込んだ張本人。サシャの墓を暴いて「妖精の草」の種株を取り出し、その土を使ってチャンナム以外の場所でも「妖精の草」を育てたことは大公に高く評価されていた。追手が迫り、クラーリスを置き去りに逃走することに成功した。その後、船の上で思い悩むドロローザの前に現れた。
ラス
アリオのプランツハンター仲間。「episode4」で毒グモのアフロに噛まれた仲間をドロローザの店に運び込んだ。山の上の修道院の食糧難を見かねて6年前から農夫として暮らしており、キャベツの新種を「ラスズハート」と命名して栽培し、「episode8」ではそのスープをイーフィに御馳走した。北極海に面した村から「ラスズハート」の種を持ち帰る際、凍傷で足の指を3本失った。苔類に関する造詣では右に出る者は無く、アリオも脱帽するほど。アリオの用心深さを職業柄ゆえだと思っていたが、何か秘密を抱えていたのではないかと推察しイーフィに忠告した。2人を見送る際、その行く末を案じており、密かに修道院を後にした。アリオ救出作戦に参加し、イーフィの謎解きにつき合いヘボンに向かう。アリオを救う際、ケヴェンの痩せ衰えた土地を見て「ラスズハート」を一面に植えたいと願うが、醜い権力争いゆえに叶わず憂いに沈んだ。アリオ奪還後、シドと植物を巡り火花を散らす。アリオとシドライアンが捕縛された際、シドライアン救出に向かったイーフィがアリオのことはついでのように言ったことで彼女の内面の変化を感じ取り、複雑な心境になる。3年後、ケヴェンで花を育てるトルデを訪ねる。
デデ
シドライアンの「妖精の草」探索チームの馬車の御者。配属先がたまたま植物管理庁だったというだけで、やる気もなく働いている。実家は地方で羊を飼う大きな地主だったが、役人に専売植物の違反伐採の濡れ衣を着せられて没落したため、働きながら借金を返している。本当に違法だとしても知らなかったのなら過失として5000ゼラ程度の罰金と森林復元の植樹ボランティアだとシドに言われるまで、それが濡れ衣だと気づかなかった。
実はトドリーガの密偵。専用植物伐採の罪で罰金を払えなかったことで父親を投獄され、その原因であるプランツハンターを憎んでいた。そのため、トドリーガの命令に従い密偵になった。アリオ奪還に成功した船の中で報告書を書こうとしてやめてしまう。デラには既に見透かされている。「episode17」で湿地帯の森から船に戻る直前、意を決して密偵だと告白してシドの元を去る。クラーリスを頼れというアドバイスと「君も友達だ」という言葉を贈られた。
サシャ・デ・ヴレ
アリオの妻、イーフィの母。デュボスの植物学者。ベリーショートとそばかす、輝く笑顔の持ち主。養い子のヴィン曰く「微妙に美人ではない」とのこと。。アリオやドラン・ママ、ヴィンの口から名前が出るくらいだったが、「episode20」でヴィン曰く“バカとバカが出会った”と言わしめ、古代チャンナム語で“森への道を管理する役に与えられた官職名”である「デ・ヴレ」を名乗り、幻の植物「妖精の草」を探していた18年前、その噂を聞きつけたアリオに弟子入りを一目惚れ同士であることも手伝って即座に受諾した。チャンナムの説話集「ニ・タイ・ドゥングゥ・マ・テマ（「光る花と黒い鬼」の意）」を読んでチャンナムの密林に分け入って「妖精の草」の種株を入手するが、本国の植物管理庁に何がしかの成果を送らずにいたため、現地に乗り込んだ特務追跡官に追われて「妖精の草」を守ろうと崖から落ちて死亡した。その直後、最初の宿主となり妊娠していたイーフィをクーネル教会の聖堂で出産した。アリオにより出産により死亡ということにされクーネル教会の共同墓地に「妖精の草」の種株と共に埋葬されたが、トドリーガが部下に命じて「妖精の草」の秘密を手に入れるべく丸ごと研究室に移した。

### チャンナム
ドラン・ママ
デュボス公国内の奴隷村の闇金貸し。何が起きても怒ることすらせず呑み込んでいるシドライアンを不憫に思い、彼の親友であるクラーリスを気に入り請われて「ニ・タイ・ドゥングゥ・マ・テマ」を聞かせる。彼に頼まれ、デデの父親を匿っている。
ヤンバイ
奴隷村で暮らすチャンナム人。シドの境遇を真の意味で理解できず、彼を妬んでいる。
ヴィン・タン・メイ
アリオとサシャから「嘘しか言わないヴィン・タン・メイ」と呼ばれるチャンナム人の少年。アリオの妻でありイーフィの母であるサシャを「サシャ様」と様付けで呼ぶ。10年前のアリオの死の前後を描く「episode17」「episode18」でヘボンの町をさ迷うイーフィを死の床にあるアリオの元にかなり強引に連れて行った。「episode20」で18年前にアリオとサシャが出会ったころと、イーフィらがヘボンにやって来た時の2つの時間軸で再登場を果たした。「episode22」で人を疑うことを知らないイーフィは騙せたが、アリオに致命傷を負わせた犯人であり、その事実に気づいたデラ・マンデに追及され海に転落した。親は無く拾って育ててくれたサシャを慕い、彼女をアリオに奪われたと独占欲に端を発する感情ゆえに彼を憎んでいたため、大公の手の者に命じられるままアリオを襲った。隙を見て逃げようと思っていたが、成り行きでイーフィらを助けてチャンナムに出航した。昔、海賊船に乗っていたことがあると語る。
マイヤーン・チャン・クム
チャンナムの王。「episode26」の黄国杉の記憶の中で、10年前のアリオとの会話をイーフィは垣間見た中で登場した。傀儡政権の操り人形であると自覚しており、民も故国も蹂躙されることを嘆き悲しむ。根こそぎ民を奪われ、末弟シドライアン（サン・シュスレイ）までも奴隷にされる屈辱を味わう。幻影の中で姿を垣間見てシドライアンに似ているとイーフィは思ったが、血の繋がった実の兄弟ゆえに似ていて当然だった。

### ケヴェン
ロジェス=コッポ
「episode8」で山の修道院に逃げ込んだケヴェンの活動家。やる気の無い民衆を尻目にラマーニャからの母国の独立を目指しており、追手を逃れて修道院に匿って欲しいとやって来た。その理想は現実にそぐわないため、無謀な若者は夢中になっても貧しい生活に追われる大人には相手にされなかった。仲間がラスの畑を食い荒らしたことを知り窘めるだけの分別は持ち合わせており、尊大なだけでなくリーダーらしさは備えている模様。アリオの起こした奇跡を目撃しパニックに陥った。我が身可愛さにアリオをロジェスだと言って、イーフィらを窮地に追い込んだ。城砦を脱出する際、イーフィにトルデに会うように勧められた。
トルデ
ケヴェン領のリンデル山の麓のヨハンナ村に住む男性。ケヴェンの痩せ衰えた土地で4歳の娘ユーリと共に花を育てている。1年前、転落事故で妻テヘラを失い独立運動から離れて初めてロジェスの語る理想には実体が無いことに気づき、娘を守って生きる道を歩き始めた。「episode11」でアリオを自身のミスでラマーニャ兵に連れ去られて動揺し、我を忘れて村人を巻き込もうとしたイーフィを監視することで保護した。
テヘラ
トルデの妻。花々を愛して育てていたが、煙突を直そうとして転落死した。
ユーリ
トルデとテヘラの娘。4歳。幼いながらも母を手伝って花々のお世話を手伝っていたため、植物に詳しくなくて困惑しつつ世話を始めた父トルデを助ける。

### ラマーニャ
デルデルッラ
ロジェスを追うラマーニャの兵隊長。男性に見えるが、マッチョでも女性である。デラとは20年前にラマーニャの国籍不問の兵学校で同期であり、トップの成績と後輩女子の人気を2分した仲だった。マドラーニャドマーニャと共に変装してデュボス公国に潜入する。シドライアンがアリオを奪還した際、正規の外交ルートを使わずに自分達をペテンに仕掛けたのは宮廷に彼を渡したくなかったからだと気づく。
マドラーニャ・ドマーニャ
デルデルッラをサポートする副隊長。カタツムリが苦手。デラが原因のトラウマが山ほどあり「かくれネガ王（キング）」と自称するほどであるため、「暗イクライ」の効果を蹴散らしてしまった。自称「かくれネガ王（キング）」。20年前、兵学校時代にデラとデルデルッラの後輩だったが、合コンでデラによりカタツムリが苦手だと女子の前で暴露され、卒業するまでオモチャにされ続けたので人間ではデラが大の苦手である。そのため、彼女と同じ空間にいることが耐え難く、女性嫌いである。潜入先のデュボスでデルデルッラを守ろうとしてカタツムリと言われて僅か2秒で戦闘不能に陥り、デルデルッラに「マド・ドマ君」と略して呆れられた。

### その他
エーデル
スリーピング・マリーの闇栽培で村を失った少女。
アルバ
「episode6」でボボ村に向かう途中のイーフィ達に出会ったリュート引きの青年。故郷の村に案内した。宮廷楽師を目指しており、オンデルバーム市の市長に気に入られて公立音楽院に推薦されフィレンツェ留学を経て宮廷楽師に繋がる希望を得るが、父の病気を知り動揺する。紆余曲折の末に、宮廷楽師の夢は諦めないと誓うものの父親には貯めたお金を闘病に使って欲しいと懇願し再び旅立った。
ポポロ
ボボ村で茶葉取りで生計を立てるアルバの父親。妻の葬式費用に困りアルバを預けた形で売ったことを後悔しているため、金を貯めて夢を掴んで欲しいと無理をしてウサギダニ病に感染してしまう。お金は返されてしまうも我が身を大切にすることが息子に対する思い遣りだと諭され、茶葉取りはやめることになる。
ワーボバーボ
ワーボバーボ楽団の親方。賃金後払いの就職みたいなものとアルバは考えており、彼の身柄を売買した形にはなるが、アルバを家族同然に可愛がっている。
マリア
「episode10」で登場した情報屋の女性。
ヤマーダ
「episode15」でアリオの足跡を追うクラーリスにイーフィの洗礼式のことを教えた老人。住民課職員だったが、退職するも嘱託で手伝いに来ることがある。海に近い南のバルゲゲンネ地方の小さな村の教会で、洗礼式の記録にイーフィのフルネームがあることをクラーリスに教えた。
ユーユー
元警官で「ユーユー爺さん」と呼ばれている。
デモニーチェ
16年前、アリオとサシャの悪口をトドリーガの耳に入れた元チャンナム支局に赴任していた人物。白髪・白髭の老人だが、トドリーガとは3歳しか違わない。うっかり彼の目の前で本人の悪口を言ったため、南太平洋の孤島で一生を終えろと飛ばされてしまう。

## 用語

### 職種
植物採集者（プランツハンター）
17世紀から20世紀中期にかけて実在した人々。主にヨーロッパからアフリカやアジア等に赴き、新種の花や薬になる植物を探し集めて冒険した。プランツハンターは植物の守護者でも愛好家でもなく、人間と植物のどちらかを救わねばならぬ二者択一に迫られた際、世界に1つしかない植物を失うことになっても人間を選ぶのが鉄則である。

### 国家・地名
デュボス公国
物語の舞台。西ヨーロッパの植物大国。1582年の独立戦争で強国ラマーニャから独立を果たしたが、元は旧デュボス王国のデュボス地方だった。支配を脱することが出来なかったケヴェンとは異なり、一国家になり得た。プランツハンターを世界各国に派遣し、採取した植物の力を国家運営の要にしている。因みに、首都の公立植物園には専門の植物画家がいる。
チャンナム
シドライアン（サン・シュスレイ）の故国。デュボス公国の南方にある植民地で古代チャンナム王朝はデュボスにより断絶させられ、民の奴隷化及び樹木の伐採により蹂躙されてしまう。そのデュボスの後見で誕生した新政権により間接統治が行われている。当代の王はマイヤーン・チャン・クム。伝説を信じる者は誰もが探す「妖精の草」の原産地であり、古代王朝の48代目の王トドラマ・パ・ナ王より「ニ・タイ・ドゥングゥ・マ・テマ」の儀式が行われて“神”となり森に座して樹々を守り湖を花で満たしたと伝えられ、それ以来、歴代の王は死ぬと「妖精の草」の黒い鬼を宿し、再び起き上がっては森を豊かにしたという伝承がある。そのため、死者を森に葬るという風習は続いている。
動物を「飼う」とか「使役する」という発想がなく、人間と動物は平等であり、人間のために働いてくれたり食べられたりするのは「そうしてくれている」からだと考えられている。植物も同じだとされる。18年前、幻とすら言われる伝説の植物「妖精の草」を追う植物学者サシャ・デ・ヴレと当時は植物を刈り取ることしか頭になかったアリオ・ヴァン・ギーシュが出会い、愛し合うも2年後に成果を要求するデュボスの植物管理庁の追跡官から「妖精の草」を守ろうとしてサシャが転落死し、最初の宿主となる悲劇が起きた。
ヘボン
デュボス公国最大の貿易港。海と石畳の街。アリオが生まれ育ち、彼が死んだ場所。植物貿易の公船が入港するため、衛兵の監視が厳しい。世界中から採取した有用植物の山があり、工場で薬に加工される。王都デーベルバーデンでは隠されているチャンナム人の奴隷が苦役労働をさせられている。嘗て、熾烈な争いが繰り広げられたが、ヨーロッパ列強を蹴散らしたデラマンデの活躍でデュボスの領地となった。
ラマーニャ
大公曰く「じり貧国」。乾燥地帯にある南の大国。世界中を植民地支配しようと企む強国。デュボス公国との対立を避けるためにケヴェン王室を防波堤として利用し、ケヴェンの領土を実質的に支配している。
ケヴェン
大公曰く「下流国」。ラマーニャの支配下にあり税として農産物を献上すべく土地の力を削っているため、非常に土地が痩せていて住民は貧困に喘いでいる。首都アンテラープはラマーニャ駐留軍の本拠地になっている。荒涼とした景色が広がり、作物のとれる土地が年々減少の一途を辿っている。
リンデル山脈
デュボスの古語で「壁」という意味の山脈。独立戦争において陸と海の両面攻撃でケヴェンは敗北し、反対に山脈と河川という天然の城壁となってラマーニャの大軍の進撃を阻んだため、デュボス公国は独立を果たした。

### 植物・その他
瑠璃箱
光を遮蔽する黒瑠璃で出来た箱。イーフィが妖精の草を入れる他、胞子を入れるのに使用される。
ワーク
植物採集のこと。
妖精の草（ドワーフ・プランツ）
チャンナム原産。アリオに命を与えている稀少な植物。人間と他の植物を利用して成長する寄生植物。昼間は一見して普通の草と変わらないが、群生植物で夜になると光が灯り黒い小鬼が葉脈の檻の中で踊る。陽の光に弱く、1つ取るだけで連鎖で群れ全部が枯れてしまう。イーフィの母サシャの墓より取り出された種株が幼いイーフィの血の一滴を受けたことで葉脈の扉から飛び出してアリオの中に入り込み、チャンナム人のヴィンがアリオの墓に血を注いで完全覚醒した。チャンナム人の血を必要とするのは初回の種株だけであり、第2回以降の「妖精の草」は採取してアリオのそばに置くだけである。チャンナム語で「ニ・タイ・ドゥングゥ・マ・テマ」で直訳すると「光る花と黒い鬼」という意味。但し、デュボス公国では近代のオカルト系雑誌程度しか記述は無い。この植物により蘇生したアリオの肉体からは肉桂（シナモン）とアニスとロイヤルシードを混ぜたような香りがし、チャンナム人は糧になるため、植物になったアリオはチャンナム人であるシドに噛みつく。当初、イーフィは宿主ゆえにアリオは群生地を見つけることが出来ると思ったが、宿した人間の影響下により発生し、消滅することが判明する。つまり、アリオの行く先々にしか出現せず、種株をアリオとサシャが発見したことは事実だが、基本的に宿主以外の他の誰にも見つけることは不可能である。周囲の植物に影響を与え、意思を持たせる。
クラーリスの立てた仮説では、性質は植物というよりも菌類に近い。「黒い鬼」を糧として繁殖と拡散のために人間に宿り、宿主を中心に水や土を伝い花を咲かせる。影響下にある植物を「不死の植物」に変質させるため、滅びた植物すら呼び覚ます。
オニノツメウルシ
臭いだけでなく、吸い込むと肺が爛れる。野生児のイーフィは耐性が出来ており、一般人とは違って平然としている。
水玉スミレ
幅広く分布している花。水泡状の花びらのエキスにはデオドラント効果があり、シドライアンも愛用している。商品名「きみはスミレ味」としてスプレーが市販されている。トドリーガはこの水玉スミレのオイルバスが好き。
ドドの樹
宮廷でシド達が飲む樹液の元となる樹。北アフリカ原産で、風味は肥料によりライチ風味からバナナ風味と変化する。シドの好みはスイカ風味。
スリーピング・マリー
タマネギの上に人形の顔が乗っているような植物。「episode2」である村を全滅させてしまう。食べると神経麻痺を起こすが、適量なら不眠症等の睡眠障害に優れた薬効がある。ただし、扱いが難しい植物であるため、公国の専売植物に指定されている。栽培は厳しく規制され、自生しているのを見つけたら必ず役人に届け出ることが義務付けられている。
ムカデブドウ
食べると皮膚がたちまち昆虫のように硬化してしまう毒を持つ。
ツルハリガネ
蔓が右巻きに伸びた雌花はハゲに効く。雄花の蔓は左巻き。
ポポン
北アメリカ産で、元々は染料を採るために植えられた外来種。朝顔によく似ており、がくから上の部分だけが地面に直に生えているような植物だが、人間ほどの異常な大きさである。雄花と雌花があり、雄花は開花後にきゅうと縮んでは何かの刺激でポポンっと弾けて花粉を飛ばして広範囲にばら撒く。
気ヲツケキノコ
非常に辛く、口にすればのたうち回ること間違いなしのキノコ。気つけ薬、麻痺、眠気、痺れに有効。
アフロ
アフロヘアのモジャモジャによく似た毒グモ。「episode4」で登場。猛毒を持ち、非常に攻撃的だが、クネルクネルの近くでは動きが鈍くなる。その様は寝ぼけているかのようである。
クネルクネル
イメージ的には剥いたアロエ。味も生アロエのように非常に不味い。全体が白くて葉も無く丈夫な樹皮も無く根は貧弱で、自力で養分を作ることが出来ないから成長が遅い。そのため、なけなしの根を使って他の木に寄生し宿主から少しずつ養分を貰って非常にゆっくりと成長する。体のどこがちぎれても新しい根を出すことが出来るという特性を生かし、種子を持たない代わりに新しい木の上に子孫を増やしてゆく。特殊な精気を出してアフロの動きが鈍くなる他に、エキスは昆虫系の毒の特効薬になる。
キャットローズ
一般的には立木性で一本咲き。亜種は高山種であり地面を這うように茎を伸ばす這性で房咲きで、化粧品の材料。ハーブティーやドライフルーツ、特にお勧めはフレッシュジャム。
サクラシブキ
極東アジア原産。デュボス家の先々代、現大公の祖父が戦争に行く部下を見送るため、宮殿に植えたという美談がある。
ゲツメンソウ
野原に咲いていたのを転んだイーフィが自身の下敷きにして折ってしまうが、何故かアリオが復活させた。
ワンステップ
動く木と呼ばれ、岩と草しかない斜面を6年に1度だけ山の頂に向かって一歩だけ歩く木。「episode6」で登場。足のような根が50本あって地上をゆっくりと歩き、山の頂に辿り着いたら花を咲かせる。山頂を目指すのは種をより広く、より遠くに綿毛に包まれた種を飛ばすため。咲いたら枯れる。
クウキブクロ
水草の一種。空気を発生させることが出来る。
ウサギダニ
触角がウサギの耳のように見えるダニ。一般に茶葉と呼ばれるハーブ類で、ボボ村で採れるシソの仲間マウントバームに稀に生息する。その死骸を吸い込むと重い呼吸系疾患「ウサギダニ病」を引き起こす。
ノコギリマイマイ
「episode7」でシド一行を襲った植物。動物が触れると巻いた花びらが弾け飛ぶ。金持ちが防犯用に生け垣にしたり、これを使って鳥や魚を獲る「マイマイ猟」もある。意外に便利な植物。
ちょこっとレーズン
花や葉はチョコレートの香りがする。甘酸っぱい実と一緒に食べるとラムレーズンチョコの味になるため、元は「チョコ草」という名前だったのをアリオがこの名前に改名した。
ラスズハート
「episode8」でラスが修道院の畑で育てる新種のキャベツ。スカンジナビア半島の北端あたり原産。砂糖の原料にもなり、紫色のきれいなお砂糖が出来る。寒ければ寒い程に青くなり、原産地の村では紫色に近かった。緑を青と呼ぶ意味ではなく、葉を透かして見た陽射しが青くなるように本当に青い。
死虫の樹（しにむしのき）
苺に似た果実を食べた動物の体内に種子の部分が留まり、宿主の死後、発芽して死骸を養分に成長する。
サボッテン
港町ヘボン経由で大公殿下の元にもたらされた新大陸アメリカの植物。大公が巨大温室を作るのに使った予算は、シドライアンの給料の40年分である。
猫の手スズラン
原産国は北の国。「episode11」でトルデが育てる花。チリチリ、チリンという音は魔除け。原産国では大事な人が戦争や長旅や猟に出かける時、その無事を祈って道にこの花を並べて見送るという風習がある。外側の白いモフモフはコットンボールのようなもので、中にあるスズ状の実が音をたてている。この花を最初に森で発見したロシア貴族ニコライ・ツルゲーネフは“花よ、おまえはなぜニャンと泣かぬ”という名言を残している。
デングリコロコロ
硬いからの中に重い実が入っているので、坂道を転がすと文字通りどこまでも転がる。子供には人気があるが、大人には転がる様が「不吉」だと嫌われている。
インディカ・ニガニガ茶
ヒマラヤ地方の小さな村でしか作られないお茶。特産の茶葉をニガニガーという珍種の山羊に咀嚼させ、吐き出させたモノを発酵させる。製法を求めて何人もの植物採集者（プランツハンター）が村へ向かって行方不明になったという伝説と、強烈な香りがセレブ好み。デュボス大公は大好物だが、トドリーガはこの苦みとアジアンテイストの強さが苦手。
王様ヨモギ
普通のヨモギと違い、大きな花がひとつだけ咲く種を「王様ヨモギ」と呼ぶ。イーフィが初めて命名した花。
暗イクライ
実を燃やした煙を吸い込むと過去の“黒歴史（暗い思い出）”が次々と甦り立ち直れなくなる。“忘却”のありがたさを突きつける真理の実でもある。トチの実に似て地味だが、火にくべると水分が急激に気化する音が人間の叫び声のように聞こえる。取扱危険、要使用許可の管理植物。
11世紀にヨーロッパを揺るがせた大戦争「クライクライ戦争」の原因であり、暗イクライを混ぜ込んだケーキを食べてA国領主が元上司のB国領主を殴ったことにより戦争が勃発した。暗イクライのケーキを作ってA国領主に食べさせた黒幕の正体は不明。
チャライチャライ
オレンジの葉で、風が吹いていなくても常に揺れている。「暗イクライ」と同様、単品で用いるのは危険な植物。その葉を燃やして煙を吸うことで「暗イクライ」の効果を予防する予防薬だが、世界中が自身を受けとめてくれる夢を見て道を踏み外してしまう。
ヤモリモイモリ藻
その粘着力でヤモリのように壁を登ることが出来る。本来は腐敗臭でおびき寄せた昆虫を水面に張った粘膜で捕らえる食虫植物の一種。弾力と粘着力が驚異的に強いため、大型動物でも抜け出せなくなる。焼くと縮む。
モモトマ
モモと完熟トマトをあわせたような高級果実。葉が枝の分かれ目にモジャッと生えるので「わき毛の木」という身も蓋もない別名が付いた。優良な実をつけるには大量の肥料と人手が必要である。
ツチムクレ
同じツチムクレの花だと思われていた白花と赤花があるが、実は白花は赤花に寄生するキノコだということをクラーリスがシドライアンの協力で突きとめて教授になった。白花（キノコ）をソテーすると絶品ソースになり、デュボスのトンカツ屋では外せない一品。
キラキラマンバ
甲虫の一種。非常に硬い羽根を持ち、眼がペカペカと金色に光ることからこの名が付いた。自身でも光ることから、夜の光が大好き。
ソソリタチネ
キラキラマンバの大好物であるサトウキビのような甘い汁が体内に流れており、その草原は彼らが集団で棲みついている。
マモウ
「episod17」で滝の裏側の湿地帯の沼に繁殖する粒状の藻。これがはびこると水面は歪曲して物を映し、青く見える。この藻のネーミングは、アニメ『ルパン三世 ルパンVS複製人間』に登場した敵キャラ「マモー」を作者がリスペクトしたもの。
ドライオン
チャンナムの密林に棲息する猛獣。地元のチャンナム人ですら恐れているため、それを素手で倒せるのは亡きアリオのみである。
水玉G
身体に水玉模様のある昆虫。
エンジェルコーラス
中欧で発見された音の出る植物。園芸ブームの中で、ラッパ状の花を風が通り抜ける時に「ルーン、ルルーン」と音を出すよう改良されて人々を癒すが、並木のように大量に植えると「いけない気分」にさせる。そのため、村では「春送りの祭り」の後は「おめでたラッシュ」になると言われている。
爆弾ザクロ
稀少種。チャンナム原産。別名「Blow One’s Top（怒りの爆発）」。種を取り出す順番が気に入らないと爆発する。中を観察するのは不可能であるため、後世の冒険家が南極に運んで冷凍にした上で割ったのが、内部を観察した最初である。とても美味しい。チャンナムでは村の長を決める儀式の際、「爆弾ザクロ対決」が行われる。
シニゾコナイ
石造りの都市を生きのびる植物。光合成をおこなわないので色素は無く、葉は退化して鱗状になっている。ヘボンの地下で細々と生きていたが、人口増加による地下の富栄養化で増殖した。水路づたいに群生している様は不気味で美しい。
ダンダン樹
カーペットのような表皮に蓄熱することで、自分自身を温めてデュボスの寒い冬でも実をつける。森の動物に愛される生きたホットカーペット。
デングリモングリ
水深の浅い岸辺などに育つ小さな水草。一度、アリオの影響下で川底一面に広がったのだが、すぐ消滅した。口臭予防効果がある。
吸って吐いてホールド
アフリカ原産の多肉植物。原産地ではシャーマンが秘儀に使う貴重な植物。デュボスには公立植物園に一株しかない。食べると10分間息を止めていられる。
黄国杉
幻惑植物。そのため、国の管理植物に指定されている。「場の空気」を記憶し、その香りに長く包まれていると木が記憶している「空気」が幻となって現れ、最悪の場合は覚醒できなくなる。倉庫の外にいても酔ってしまう人間がいる。意味は「空気読みすぎで痛い」という名前だが、アリオ曰く「植物に罪は無い」とのこと。作中で、イーフィは木の記憶と一緒に苦しい空気・悲しい空気まで体感し、10年前、チャン・クム王と「妖精の草」をチャンナムに戻そうとしたアリオとの会話、故国と民を蹂躙された王の嘆きを幻という形で知った。
月光カタバミ
名前の通り、月の光で育つカタバミ。

## 書誌情報
- 奈々巻かなこ『イーフィの植物図鑑』秋田書店〈ボニータコミックス〉、全7巻
  1. 2013年8月30日発売 ISBN 978-4-253-26021-3
  2. 2014年4月16日発売 ISBN 978-4-253-26022-0
  3. 2014年12月16日発売 ISBN 978-4-253-26023-7
  4. 2015年8月12日発売 ISBN 978-4-253-26024-4
  5. 2016年4月15日発売 ISBN 978-4-253-26025-1
  6. 2016年12月16日発売 ISBN 978-4-253-26026-8
  7. 2017年9月15日発売 ISBN 978-4-253-26027-5